# Object role modeling
Object role modeling of kortweg ORM is een methode voor het ontwerpen en het bevragen van conceptuele datamodellen, waarin de toepassing is beschreven in door niet-technische gebruikers te begrijpen termen. In de praktijk brengen ORM datamodellen meer werkregels (business rules) in kaart en zijn deze makkelijker te valideren en aan te passen dan datamodellen van andere benaderingen.